# Claudia Letizia
Claudia Letizia, dite Lady Letizia née le 22 mars 1979 à Pompei, est une danseuse, actrice, animatrice de télévision et animatrice de radio italienne, spécialisé dans la performance burlesque, connue pour avoir participé à la douzième édition italienne de l'émission de téléréalité Big Brother.

## Biographie
Née à Pompéi 1979, elle a grandi à San Giorgio a Cremano. Elle a obtenu son diplôme de comptable, puis a suivi des cours de danse et de théâtre.
Elle a participé à diverses émissions télévisées, jusqu'en 2010, année où elle a concouru dans le talent « Lady Burlesque » de Sky 1, avec le nom de scène de Lady Letizia, qui l'a proclamée reine du burlesque, puis concurrente de Big Brother 12, en 2011.
Actrice principale de la comédie musicale  Carosone, dans la série Sky 1992 de Giuseppe Gagliardi et dans les deux saisons de  È arrivata la Felicità diffusées sur Rai 1 par les réalisateurs Riccardo Milani et Francesco Vicario.
Journaliste à la télévision, de la  Rai et Mediaset, de Tiki Taka à Mattino 5, en passant par Pomeriggio 5, est animatrice radio du réseau Radio Kiss Kiss dans l'émission Facciamolo adesso,.

## Programmes TV
- Beato tra le donne (2003)
- Ciao Darwin 5 (Canale 5, 2007) - Participant
- Lady Burlesque (Sky 1, 2010) -  Participant
- Grande fratello (Canale 5, 2011) -  Participant
- Il processo del lunedì, Rai 3 ,(2015)
- Le Iene, Italia 1. (2015/2018)
- Tiki Taka - Consultant (2017)
- Mattino Cinque - Consultant  (2017-2018)[6]
- Pomeriggio Cinque - Consultant

## Filmographie

### Télévision
- 2009 : 7 vite
- 2009 : Un posto al sole estate
- 2010 : Un posto al sole
- 2010 : La nuova squadra
- 2015 : 1992
- 2015-2016 : È arrivata la felicità
- 2016 : Un posto al sole
- 2018 : È arrivata la felicità 2

### Théâtre
- 2009 : Telegaribaldi Celebration : precaria
- 2012 : The show 2 ediction : Lady Letizia
- 2013 : Ti ricordi il Varietà? : soubrette
- 2013-2014 : Carosone l’americano di Napoli
- 2015-2018 : C'era una volta il burlesque

## Vidéoclips
- juin 2010 : vidéoclip du groupe de rap Resurrextion
- septembre 2010 : vidéoclip du duo Ludo Brusco et Mr Hyde